# オリシャ
オリシャ（ヨルバ語: Òrìṣà; ブラジルポルトガル語: orixá, singular: orisha)は、 ヨルバ人の伝統的宗教の体系における神の顕現を反映する精霊または神的なもの、または、精霊信仰的な信仰概念である。
オリシャは西アフリカのベナンやカリブ海の島国ハイチやキューバやアメリカ合衆国南部のニューオーリンズなどで信仰されている。
阿部年晴によれば、そのオリシャの数は知られているだけで「400柱」と言われるが、おそらく倍の800柱はいると予想される。

いわゆるロアと呼ばれる精霊を信仰するフォン人の体系を基礎として作られたブードゥー教の信徒と、オリシャを基礎とした諸宗教の信徒は互いの宗教と距離を取っているが、ヨルバの体系における鍛冶と戦争を司るオリシャオグンが、ハイチでよく信仰されるほか、ロアである「レグバ」はオリシャである「エシュあるいはエレグア」と同一視される。
　ヨルバ人の信仰体系によってできたキューバのサンテリア、ブラジルのカンドンブレでは、オリシャがカトリックの守護聖人と習合する具体的な点までほぼ同じであるが、サンテリアが「スペイン語訛り」のためオリチャとなり、カンドンブレではポルトガル語に近いため、呼称が異なる。また、檀原照和によればヨルバのOYAと呼ばれるオリシャは、カンドンブレでは、「イアンサン」と呼ばれるが、サンテリアでは「オジャ」と呼ばれ、カミーノと呼ばれる派生したものの名として「Yansa(ジャンサ)」がある。

## 主なオリシャ
主なオリシャを以下に列挙する。         
- オロドゥマレ（Olodumare(英語版)) ／オロルン (Olorun) オロフィ(英語版)、
最高神。神々の親。天国と宇宙の最高神。全能、全知、遍在、形なし[5][6]
- エシュ (Eshu)／ エレグア (Elegua)/レグバ(Legba)
変幻自在で複雑な存在。運命の神。神々の伝令で、この世とあの世を繋ぐ役割を担う。いわゆるトリックスター的な存在。この神には似たような名前がたくさんあります[7]。

- オバタラ(Obatala)(英語版)、
最初に人間を作ったとされるオリシャ。造物主であるがゆえに却って身体障害者はこのオリシャから目をかけられると言われる[8]。また、このオリシャは元来イグボ人の天空神であったが、ヨルバ人がイグボ人を制圧し同化させたため、ヨルバの神話においてはオロルンと対立し天界を追われた、イグボ人の創造主とされる[9]。

- シャンゴ
元オヨの王。山口昌男は彼を指して「西アフリカの天神様」と言っている[10]。彫刻としては牡羊へ跨りハンマーを持ち真鍮の宮殿へ妻である3柱の女性オリシャを侍らせる[11]。